# Paulo Pezzolano
Paulo César Pezzolano Suárez (ur. 25 kwietnia 1983 w Montevideo) – urugwajski piłkarz pochodzenia włoskiego występujący najczęściej na pozycji ofensywnego pomocnika, trener piłkarski.

## Kariera klubowa
Pezzolano pochodzi ze stołecznego miasta Montevideo i jest wychowankiem tamtejszego zespołu Rentistas. Do drużyny seniorów został włączony w wieku 18 lat i po swoim debiutanckim sezonie 2001 spadł z Rentistas do drugiej ligi urugwajskiej – Segunda División. Spędził tam dwa lata, po czym powrócił ze swoją ekipą do Primera División. Wiosnę 2006 spędził w brazylijskim Athletico Paranaense, jednak po pół roku powrócił do ojczyzny, podpisując umowę z Defensorem Sporting. W sezonie 2006/2007 zajął z nim wysokie trzecie miejsce w lidze, wziął także udział w pierwszym turnieju międzynarodowym w karierze – Copa Libertadores, odpadając z rozgrywek po dwumeczu ćwierćfinałowym.
Podczas jesiennej fazy Apertura 2007 Pezzolano reprezentował barwy jednego z najbardziej utytułowanych klubów na kontynencie, CA Peñarol, ale nie odniósł z nim żadnych sukcesów zarówno na arenie krajowej, jak i międzynarodowej. Po upływie sześciu miesięcy zasilił ekipę Liverpool de Montevideo, gdzie już w pierwszym sezonie – Clausura 2008 – został królem strzelców ligi urugwajskiej z 12 golami na koncie w 14 spotkaniach. Rok później wystąpił z Liverpoolem w Copa Sudamericana, jednak odpadł już w 1/16 finału.
W sierpniu 2009 Pezzolano na zasadzie rocznego wypożyczenia zasilił hiszpański zespół RCD Mallorca. W Primera División zadebiutował 19 września 2009 w wygranym 4:0 spotkaniu z CD Tenerife. Ogółem w cały sezonie 2009/2010 rozegrał w Mallorce 12 spotkań, lecz tylko jedno w wyjściowym składzie, a drużyna prowadzona przez Gregorio Manzano zajęła piąte miejsce w ligowej tabeli. Rozgrywki 2011 spędził w chińskim Hangzhou Greentown, gdzie po raz pierwszy wystąpił 1 kwietnia 2011 w wygranej 2:0 konfrontacji z Nanchang Hengyuan i w tym samym meczu strzelił pierwszego gola w Chinese Super League.
Wiosną 2012 Pezzolano przeszedł do zespołu Club Necaxa, występującego w drugiej lidze meksykańskiej – Liga de Ascenso.
| Sezon     | Klub                    | Kraj      | Rozgrywki            | Mecze | Bramki |
| --------- | ----------------------- | --------- | -------------------- | ----- | ------ |
| 2001      | CA Rentistas            | Urugwaj   | Primera División     | ?     | ?      |
| 2002      | CA Rentistas            | Urugwaj   | Segunda División     | ?     | ?      |
| 2003      | CA Rentistas            | Urugwaj   | Segunda División     | ?     | ?      |
| 2004      | CA Rentistas            | Urugwaj   | Primera División     | 32    | 10     |
| 2005      | CA Rentistas            | Urugwaj   | Primera División     | 15    | 5      |
| 2005/2006 | CA Rentistas            | Urugwaj   | Primera División     | 2     | 1      |
| 2006      | Athletico Paranaense    | Brazylia  | Série A              | ?     | ?      |
| 2006/2007 | Defensor Sporting       | Urugwaj   | Primera División     | 21    | 5      |
| 2007/2008 | CA Peñarol              | Urugwaj   | Primera División     | 12    | 0      |
| 2007/2008 | Liverpool de Montevideo | Urugwaj   | Primera División     | 14    | 12     |
| 2008/2009 | Liverpool de Montevideo | Urugwaj   | Primera División     | 25    | 8      |
| 2009/2010 | RCD Mallorca            | Hiszpania | Primera División     | 12    | 0      |
| 2011      | Hangzhou Greentown      | Chiny     | Chinese Super League | 24    | 6      |
| 2011/2012 | Club Necaxa             | Meksyk    | Liga de Ascenso      | 12    | 1      |
| 2012/2013 | Liverpool de Montevideo | Urugwaj   | Primera División     | 19    | 8      |
| 2013/2014 | Liverpool de Montevideo | Urugwaj   | Primera División     | 30    | 8      |
| 2014/2015 | Liverpool de Montevideo | Urugwaj   | Segunda División     | 24    | 5      |
| 2015/2016 | Liverpool de Montevideo | Urugwaj   | Primera División     | 11    | 0      |
| 2015/2016 | CA Torque               | Urugwaj   | Segunda División     | 14    | 8      |
| 2016      | CA Torque               | Urugwaj   | Segunda División     | 7     | 1      |